# Zapasy na Letnich Igrzyskach Olimpijskich 1976 – kategoria do 57 kg w stylu klasycznym
Zmagania mężczyzn w wadze 57 kg to jedna z dziesięciu męskich konkurencji w zapasach w stylu klasycznym rozgrywanych podczas Letnich Igrzysk Olimpijskich 1976. Pojedynki w tej kategorii wagowej odbyły się w dniach 20 – 24 lipca.

## Klasyfikacja[2]
| Pozycja | Nazwisko              | Kraj              |
| ------- | --------------------- | ----------------- |
| 1       | Pertti Ukkola         | Finlandia         |
| 2       | Ivan Frgić            | Jugosławia        |
| 3       | Fargat Mustafin       | ZSRR              |
| 4       | Yoshima Suga          | Japonia           |
| 5       | Mihai Boțilă          | Rumunia           |
| 6       | Krasimir Stefanow     | Bułgaria          |
| 7       | József Doncsecz       | Węgry             |
| 8       | Josef Krysta          | Czechosłowacja    |
| 9       | Joe Sade              | Stany Zjednoczone |
| 10      | Józef Lipień          | Polska            |
| 11      | Doug Yeats            | Kanada            |
| .       | Luís Grilo            | Portugalia        |
| .       | Per Lindholm          | Szwecja           |
| 14      | An Han-yeong          | Korea Południowa  |
| 15      | Hans Veil             | RFN               |
| 16      | Njamyn Dżargalsajchan | Mongolia          |
| 17      | Ali Laszkar           | Maroko            |

## Zasady
Przyjęto zasadę punktów karnych, gdzie zdobycie sześciu punktów lub więcej eliminowało zawodnika z turnieju. Kolejność miejsc medalowych ustalona została w specjalnej rundzie finałowej, z udziałem trzech zawodników z najmniejszą liczbą takich punktów.
- TF — Łopatki
- DQ — Dyskwalifikacja za pasywność
- DNA — Nie przystąpił do walki
- TPP — Punkty karne razem
- MPP — Punkty karne pojedynku

## Punktacja
- 0 — Wygrana na łopatki, przewagę techinczną, pasywność, kontuzję
- 0.5 — Wygrana na punkty  (8-11 punktów różnicy)
- 1 — Wygrana na punkty  (1-7 punktów różnicy)
- 2 — Dyskwalifikacja za pasywność, zwycięzca również był pasywny
- 3 — Przegrana na punkty (1-7 punktów różnicy)
- 3.5 — Przegrana na punkty (8-11 punktów różnicy)
- 4 — Przegrana na łopatki, przewagę techiczną, pasywność, kontuzję

## Wyniki[3]

### Pierwsza runda
| TPP | MPP |                       | Wynik\|Czas |                   | MPP | TPP |
| --- | --- | --------------------- | ----------- | ----------------- | --- | --- |
| 4   | 4   | Luís Grilo            | DQ / 8:00   | Ali Laszkar       | 0   | 0   |
| 4   | 4   | Njamyn Dżargalsajchan | DQ / 5:51   | Krasimir Stefanow | 0   | 0   |
| 4   | 4   | Joe Sade              | TF / 0:58   | Josef Krysta      | 0   | 0   |
| 1   | 1   | Yoshima Suga          | 6 - 5       | An Han-yeong      | 3   | 3   |
| 4   | 4   | Józef Lipień          | DQ / 8:00   | Mihai Boțilă      | 0   | 0   |
| 0   | 0   | Pertti Ukkola         | DQ / 5:31   | Hans Veil         | 4   | 4   |
| 1   | 1   | Fargat Mustafin       | 9 - 2       | József Doncsecz   | 3   | 3   |
| 3   | 3   | Per Lindholm          | 1 - 8       | Ivan Frgić        | 1   | 1   |
| 0   |     | Doug Yeats            |             | Bez walki         |     |     |

### Druga runda
| TPP | MPP |                       | Wynik\|Czas |                 | MPP | TPP |
| --- | --- | --------------------- | ----------- | --------------- | --- | --- |
| 4   | 4   | Doug Yeats            | TF / 4:05   | Luís Grilo      | 0   | 4   |
| 7.5 | 3.5 | Njamyn Dżargalsajchan | 11 - 22     | Joe Sade        | 0.5 | 4.5 |
| 3   | 3   | Krasimir Stefanow     | 9 - 16      | Josef Krysta    | 1   | 1   |
| 4   | 3   | Yoshima Suga          | 12 - 16     | Józef Lipień    | 1   | 5   |
| 6.5 | 3.5 | An Han-yeong          | 0 - 8       | Mihai Boțilă    | 0.5 | 0.5 |
| 1   | 1   | Pertti Ukkola         | 6 - 5       | Fargat Mustafin | 3   | 4   |
| 7   | 3   | Hans Veil             | 7 - 7       | Per Lindholm    | 1   | 4   |
| 4   | 1   | József Doncsecz       | 5 - 2       | Ivan Frgić      | 3   | 4   |
| 0   |     | Ali Laszkar           |             | DNA             |     |     |

### Trzecia runda
| TPP | MPP |                 | Wynik\|Czas |                   | MPP | TPP |
| --- | --- | --------------- | ----------- | ----------------- | --- | --- |
| 8   | 4   | Doug Yeats      | TF / 5:14   | Krasimir Stefanow | 0   | 3   |
| 8   | 4   | Luís Grilo      | 1 - 30      | Joe Sade          | 0   | 4.5 |
| 4   | 3   | Josef Krysta    | 6 - 9       | Yoshima Suga      | 1   | 5   |
| 6   | 1   | Józef Lipień    | 9 - 4       | Pertti Ukkola     | 3   | 4   |
| 4   | 3.5 | Mihai Boțilă    | 6 - 14      | Fargat Mustafin   | 0.5 | 4.5 |
| 4   | 0   | József Doncsecz | DQ / 8:23   | Per Lindholm      | 4   | 8   |
| 4   |     | Ivan Frgić      |             | Bez walki         |     |     |

### Czwarta runda
| TPP | MPP |               | Wynik\|Czas |                   | MPP | TPP |
| --- | --- | ------------- | ----------- | ----------------- | --- | --- |
| 5   | 1   | Ivan Frgić    | 7 - 3       | Krasimir Stefanow | 3   | 6   |
| 8.5 | 4   | Joe Sade      | TF / 2:12   | Yoshima Suga      | 0   | 5   |
| 8   | 4   | Josef Krysta  | 0 - 12      | Mihai Boțilă      | 0   | 4   |
| 10  | 4   | Józef Lipień  | 4 - 29      | Fargat Mustafin   | 0   | 4.5 |
| 4.5 | 0.5 | Pertti Ukkola | 14 - 3      | József Doncsecz   | 3.5 | 7.5 |

### Piąta runda
| TPP | MPP |                 | Wynik\|Czas |               | MPP | TPP |
| --- | --- | --------------- | ----------- | ------------- | --- | --- |
| 6   | 1   | Ivan Frgić      | 9 - 4       | Yoshima Suga  | 3   | 8   |
| 8   | 4   | Mihai Boțilă    | DQ / 5:19   | Pertti Ukkola | 0   | 4.5 |
| 4.5 |     | Fargat Mustafin |             | Bez walki     |     |     |

### Runda finałowa
Zaliczone pojedynki z wcześniejszych rund
| TPP | MPP |                 | Wynik\|Czas |                 | MPP | TPP |
| --- | --- | --------------- | ----------- | --------------- | --- | --- |
|     | 1   | Pertti Ukkola   | 6 - 5       | Fargat Mustafin | 3   |     |
| 7   | 4   | Fargat Mustafin | DQ / 6:03   | Ivan Frgić      | 0   |     |
| 3   | 3   | Ivan Frgić      | 4 - 5       | Pertti Ukkola   | 1   | 2   |